# العلاج الهرموني للتحول الجنسي
العلاج الهرموني للتحول الجنسي والذي يُطلق عليه أحيانًا العلاج بهرمونات العبور الجنسي، هو شكل من أشكال العلاج الهرموني؛ إذ تعطى الهرمونات الجنسية والأدوية الهرمونية الأخرى للراغبين بالتحول جنسيًا أو الأفراد غير المتطابقين جنسيًا بهدف زيادة التوافق بين خصائصهم الجنسية الثانوية وهويتهم الجنسية. يُقدَّم هذا النوع من العلاج الهرموني كواحد من نوعين، استنادًا حول الهدف من العلاج فيما إذا كان التأنيث أم التذكير:
- العلاج الهرموني المُؤنِّث -للنساء المتحولات جنسيًا أو الأشخاص (transfeminine)؛ يتكون من هرمون الاستروجين ومضادات الأندروجين.
- العلاج الهرموني المُذِكر: للرجال المتحولين جنسيًا أو (transmasculine)؛ يتكون من الأندروجينات.

قد يخضع بعض الأشخاص ثنائيي الجنس (intersex) أيضًا للعلاج الهرموني، إما ابتداءً من الطفولة لتأكيد الجنس المُحدد لهم عند الولادة، أو لاحقًا من أجل مواءمة جنسهم مع هويتهم الجنسية. قد يخضع الأشخاص غير ثنائيي الجنس أو أحرار الجنس أيضًا للعلاج الهرموني من أجل تحقيق التوازن المرغوب للهرمونات الجنسية.

## المتطلبات
تختلف المتطلبات الرسمية للعلاج الهرموني البديل بشكل واسع.
تاريخيًا، تتطّلب العديد من المراكز الصحية تقييمًا نفسيًا و/ أو رسالة من المُعالج قبل بدء العلاج. تقوم العديد من المراكز باستخدام نموذج الموافقة المستنيرة الذي لا يتطلب أي تقييم نفسي روتيني رسمي، ولكنه يركز بدلًا من ذلك على تقليل الحواجز التي تعترض سبيل الرعاية من خلال ضمان قدرة الشخص على فهم المخاطر والفوائد والبدائل والمجهول والقيود ومخاطر عدم العلاج. بعض المنظمات الصحية لمجتمع الميم (وخاصة مركز هوارد براون الصحي في شيكاغو وجمعية تنظيم الأسرة الأمريكية) تدعو إلى هذا النوع من نموذج الموافقة المستنيرة.
تتطلب معايير الرعاية لصحة الأشخاص المتحولين جنسيًا والمتحولين جندريًا والأشخاص غير مُتطابقي الجندر (إس أوه سي) إحالة المريض من قبل أخصائي الصحة العقلية الذي قام بتشخيص المريض باضطراب الهوية الجندرية المستمر. تشترط المعايير أيضًا أن يمنح المريض موافقة مستنيرة، بمعنى آخر، أنّه يوافق على العلاج بعد إبلاغه الكامل بالمخاطر التي ينطوي عليها.
أشارت معايير الرعاية التابعة للجمعية العالمية المِهنية لصحة المتحولين جنسيًا (دبليو بّي إيه تي إتش)، الطبعة السابعة، أنّ كلا المُقاربتين مناسب.

## خيارات العلاج

### الدلائل الإرشادية
وضعت الجمعية المهنية العالمية لصحة المتحولين جنسيًا (دبليوبّي إيه تي إتش) وجمعية الغدد الصماء دلائل إرشادية أنشأت الأساس لمقدّمي الرعاية الصحية لرعاية المرضى المتحولين جنسيًا.

### العلاج الهرموني المؤنِّث
عادة ما يشتمل العلاج الهرموني المؤنِّث على دواء لكبت إنتاج هرمون التستوستيرون وتحفيز التأنيث. تشمل أنواع الأدوية حاصرات التستوستيرون، والاستروجين والبروجستيرون. يُستخدم غالبًا 100 إلى 200 ملليغرام من سبيرونولاكتون (ألدكتون) يوميًا في جرعات مُقسّمة لتقليل إنتاج هرمون التستوستيرون. بعد ستة إلى ثمانية أسابيع من العلاج بالسبيرونولاكتون، يُمكن البدء بهرمون الاستروجين لكبت إنتاج هرمون التستوستيرون وتحفيز التأنيث. يمكن أيضًا بدء هذه الأدوية، السبيرونولاكتون والاستروجين، في نفس الوقت اعتمادًا على تفضيل الشخص أثناء استشارة الطبيب المُعالِج.

### العلاج الهرموني المُذكِّر
يشمل العلاج الهرموني المُذكّر عادةً على هرمون التستوستيرون لكبت إنتاج هرمون الاستروجين. تشمل الخيارات العلاج عن طريق الفم، الحقن، الغرس (تحت الجلد)، وعبر الجلد (رقع، كريمات، جل). تُحدد الجرعات حسب كل مريض وتُناقش مع الطبيب. الطرق الأكثر شيوعًا هي الحقن العضلي وتحت الجلد. يمكن أن تكون هذه الجرعات أسبوعية أو كل أسبوعين حسب كل مريض.
| المسلك     | التَرْكيبَة                             | الجرعة                              |
| ---------- | ------------------------------------ | ----------------------------------- |
| فمويًا      | التستوستيرون undecanoate             | 160–240 ملغ/يوميًا                   |
| حَقْناً       | إينانثات تستوستيرون، سيبيونات        | 50– 200 ملغ/ أسبوعيًا                |
| زراعة      | تيستوبول                             | 75 ملغ/حبة                          |
| عبر الأدمة | جيل تستوستيرون (1%) ضمادة تستوستيرون | 2.5 - 10 غ/يوميًا 2.5 -7.5 ملغ/يوميًا |

### السلامة
ثبت أن العلاج الهرموني للأفراد المتحولين جنسيًا في الأدب الطبي آمن بشكل عام عندما يُشرِف عليه أخصائي طبي مؤهل. هناك مخاطر محتملة للعلاج الهرموني والذي سيُرَاقب من خلال الفحوصات والاختبارات المخبرية مثل تعداد الدم (الهيموغلوبين) ووظائف الكلى والكبد ونسبة السكر في الدم والبوتاسيوم والكوليسترول. يمكن أن يؤدي تناول المزيد من الهرمون أكثر مما هو مطلوب إلى مشاكل صحية خطيرة مثل زيادة خطر الإصابة بالسرطان والنوبات القلبية الناجمة عن زيادة لزوجة الدم والجلطات الدموية وارتفاع الكوليسترول في الدم.

#### اعتبارات الخصوبة
العلاج الهرموني البديل للمتحولين جنسيًا يمكن أن يحد من احتمالية الخصوبة. إذا اختار الفرد المتحول جنسيًا الخضوع لجراحة إعادة تحديد الجنس، فإنه يفقد احتمال الخصوبة كليًا. قبل البدء في أي علاج، يمكن أن ينظر الأفراد في قضايا الخصوبة والإبقاء عليها. وتشمل الخيارات تجميد السائل المنوي وتجميد البويضة وتجميد أنسجة المبيض.
تشير دراسة من المقرر عرضها في «إي إن دي أو ه» (مؤتمر جمعية الغدد الصماء) لعام 2019 إلى أنه حتى بعد سنة واحدة من العلاج باستخدام هرمون التستوستيرون، يمكن للرجل المتحول جنسيًا الحفاظ على إمكانية الخصوبة.

## أهلية الحصول على العلاج
تُحدد الأهلية باستخدام أدوات تشخيصية رئيسية مثل «آي سي دي-10» أو الدليل التشخيصي والإحصائي للاضطرابات العقلية (دي سي إم). يمكن أن تُرافق الحالات النفسية بشكل شائع أو تتواجد بشكل مشابه مع حالة عدم التطابق الجندري واضطراب الهوية الجندرية. لهذا السبب، يُقيّم المرضى باستخدام معايير «دي إس إم-5» أو معايير «آي سي دي-10» بالإضافة إلى تقصي الاضطرابات النفسية. تتطلب جمعية الغدد الصماء من الأطباء الذين يشخصون اضطراب الهوية الجندرية وعدم التطابق الجندري التدرّب على الاضطرابات النفسية مع كفاءة استخدامهم للمعايير «آي سي دي-10» و«دي إس إم-5». يجب على مقدم الرعاية الصحية أيضًا الحصول على تقييم شامل لصحة المريض العقلية وتحديد العوامل النفسية والاجتماعية المحتملة التي يمكن أن تؤثر على العلاج.

### آي سي دي-10
يتطلب نظام «آي سي دي-10» تشخيص المرضى إما بالرغبة في تغيير الجنس أو اضطراب الهوية الجنسية في مرحلة الطفولة. تشمل معايير تغيير الجنس:
- الرغبة في العيش والقبول كفرد من الجنس الآخر، وعادةً ما يكون مصحوبًا بشعور بعدم الراحة أو عدم ملاءمة الجنس للبنية التشريحية للشخص
- الرغبة في إجراء عملية جراحية والحصول على علاج هرموني لجعل جسم الشخص متطابقًا قدر الإمكان مع الجنس المُفضل

لا يمكن تشخيص الأفراد ذوي الرغبة بالتحول الجنسي إذا كانت أعراضهم ناتجة عن اضطراب عقلي آخر، أو عن خلل وراثي أو كروموسومي.
لكي تُشخّص إصابة الطفل باضطراب الهوية الجنسية في الطفولة وفقًا لمعايير «آي سي دي – 10»، يجب أن يكون الشخص تحت سن المراهقة وأن يعاني من ضائقة شديدة ومستمرة ليكون مكان الجنس الآخر. يجب أن تستمر الضائقة لمدة ستة أشهر على الأقل. يجب على الطفل إما أن يكون:
- مُنشغل بالأنشطة النمطية للجنس الآخر -مثل تغيير الملابس، أو محاكاة الملابس للجنس الآخر، أو الرغبة الشديدة في الانضمام إلى ألعاب وتسلية الجنس الآخر- ورفض الألعاب والتسلية النمطية لنفس الجنس، أو
- لديهم إنكار مستمر يتعلق ببنيتهم التشريحية. ويمكن إظهار ذلك عبر اعتقادهم أنهم سوف يكبرون ليكونوا الجنس الآخر، أو أن أعضاءهم التناسلية مثيرة للاشمئزاز أو أنّها ستختفي، أو أنه من الأفضل عدم وجود أعضائهم التناسلية.

### دي إس إم-5
ينص «دي إس إم-5» على وجوب اختبار اثنين على الأقل من المعايير التالية لمدة ستة أشهر على الأقل لتشخيص اضطراب الهوية الجندرية:
- رغبة قوية في أن يكون من جنس آخر غير الجنس المحدد للشخص
- رغبة قوية في أن يُعامل كجنس بخلاف الجنس المُحدد.
- تناقض كبير بين الممارسات أو التعابير الجندرية للشخص والصفات الجنسية له
- رغبة قوية في الصفات الجنسية للجنس الآخر المخالف بخلاف الجنس المُحدد له
- رغبة قوية في التخلص من الصفات الجنسية للفرد بسبب عدم تناسقها مع تعابير وممارسات الشخص الجندرية
- قناعة قوية بأن الفرد لديه ردود فعل ومشاعر نموذجية من الجنس آخر بخلاف الجنس المحدد له

بالإضافة إلى ذلك، يجب أن ترتبط الحالة باضطراب أو تدهور ملحوظ سريريًا.

### الاستعدادية
تتطلب بعض المنظمات -ولكن أقل مما كانت عليه في الماضي- أن يقضي المرضى فترة زمنية معينة يعيشون في دورهم الجندري المرغوب قبل بدء العلاج الهرموني. تسمى هذه الفترة أحيانًا تجربة الحياة الواقعية (آر إل إي). ذكرت جمعية الغدد الصماء في عام 2009 أنه يجب أن يحصل الأفراد إما على ثلاثة أشهر موثّقة من «آر إل إي» أو الخضوع للعلاج النفسي لفترة زمنية محددة من قبل مقدم الرعاية الصحية العقلية لهم، عادةً ما لا يقل عن ثلاثة أشهر.
أكد الناشطون المتحولون جنسيًا واللامتطابقون جندريًا، مثل كيت بورنشتاين، أنّ «أر آ إي» ضارّة من الناحية النفسية وشكل من أشكال «حراسة البوابات»، مانعةً الأفراد فعليًا من الانتقال لأطول فترة ممكنة، إن لم يكن دائمًا.

## إمكانية الوصول
يختار بعض الأشخاص المتحولين جنسيًا الاستخدام الذاتي لأدوية العلاج الهرموني البديل، غالبًا لأن الأطباء لديهم خبرة قليلة جدًا في هذا المجال أو بسبب عدم توفر طبيب. يقوم الآخرون بالاستخدام الذاتي لأن الطبيب لن يصف الهرمونات دون توصية من طبيب نفسي تُفيد أنّ المريض يستوفي معايير التشخيص ويتخذ موافقة مستنيرة بالتحوّل. يحتاج العديد من المعالجين إلى ثلاثة أشهر على الأقل من العلاج النفسي المستمر و/ أو تجربة الحياة الحقيقية قبل أن يكتبوا مثل هذه التوصية. نظرًا لأن العديد من الأفراد يجب عليهم الدفع مقابل التقييم والرعاية من حسابهم الشخصي، فقد تكون التكاليف باهظة.
قد يكون الوصول إلى الأدوية ضعيفًا حتى في حالة تقديم الرعاية الصحية مجانًا. في دراسة استقصائية للمرضى أجرتها هيئة الخدمات الصحية الوطنية «إن إتش إس» بالمملكة المتحدة في عام 2008، أقرّ 5% من المجيبين باللجوء إلى العلاج الذاتي، وكان 46% غير راضين عن مقدار الوقت الذي استغرقوه لتلقي العلاج الهرموني. ولخّص التقرير جزئيًا: «يجب على هيئة الخدمات الصحية الوطنية توفير خدمة يسهل الوصول إليها حتى لا يشعر المرضى المستضعفون بأنهم مجبرون على اللجوء إلى علاجات بأنفسهم مثل شراء الأدوية عبر الإنترنت مع كامل المخاطر التي تنطوي عليها. يجب أن يكون المرضى قادرون على الوصول إلى مساعدة ومشورة الأخصائيين حتى يتمكنوا من اتخاذ قرارات مستنيرة حول رعايتهم، سواء كانوا يرغبون في اختيار هيئة الخدمات الصحية الوطنية أو القطاع الخاص دون تعريض صحتهم وحياتهم للخطر». قد يكون للاستخدام الذاتي للأدوية الهرمونية البديلة آثار ومخاطر صحية غير مرغوبة.